# Pol Espargaró
Pol Espargaró Villà (Granollers, 10 de junho de 1991) é um motociclista espanhol, atualmente compete na MotoGP pela Red Bull KTM Factory Racing. É irmão do também piloto da MotoGP Aleix Espargaró.

## Carreira
Pol Espargaró Villà começou a pilotar em 2006 na 125 cc.

### Red Bull KTM
Pol junto com seu companheiro Bradley Smith deixaram a equipe Tech 3 no final de 2016, e assinaram a com a novata Red Bull KTM Factory Racing para a temporada 2017.